# Melinaea lilis
Espèce
Melinaea lilis  est une espèce d'insectes lépidoptères (papillons) appartenant à la famille des Nymphalidae, à la sous-famille des Danainae et au genre Melinaea.

## Taxonomie
Melinaea lilis  a été décrit par Edward Doubleday sous le nom de Mechanitis lilis.

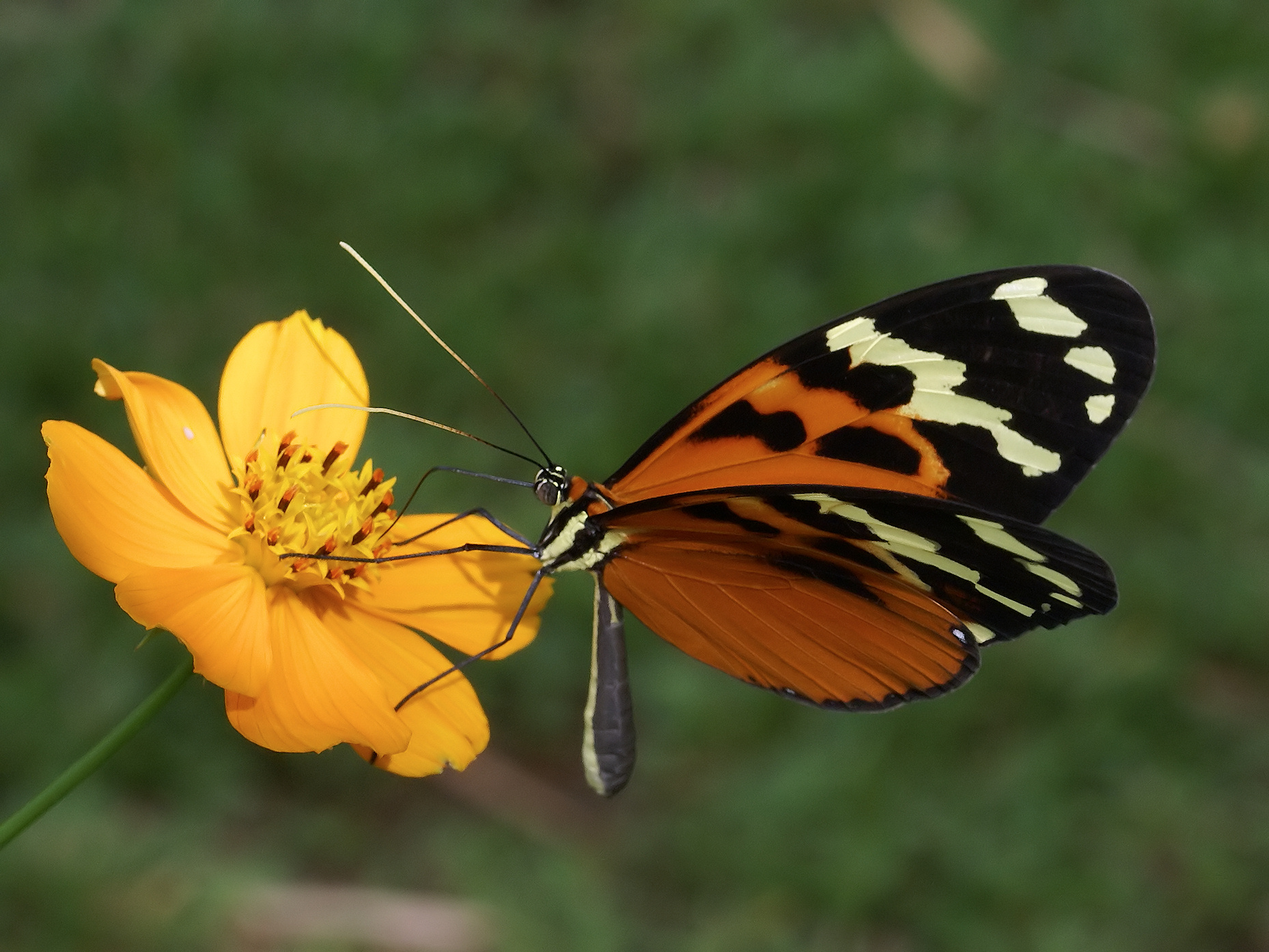
Revers de Melinaea lilis scylax.

### Sous-espèces
- Melinaea lilis lilis ; présent à Panama et au Guatemala.
- Melinaea lilis dodona Hopffer, 1874 ; présent en Colombie.
- Melinaea lilis ezra Fox, 1939 ; présent en Colombie.
- Melinaea lilis flavicans Hoffmann, 1924 ; présent au Mexique.
- Melinaea lilis imitata Bates, 1864 ; présent au Mexique et au Guatemala.
- Melinaea lilis kayei Brown, 1977 ; présent en Guyane et Guyana.
- Melinaea lilis lateapicalis Hall, 1935 ; présent au Venezuela.
- Melinaea lilis messatis (Hewitson, [1865]) ; présent en Colombie.
- Melinaea lilis parallelis Butler, 1873 ; présent à Panama
- Melinaea lilis scylax Salvin, 1871 ; présent à Panama, au Costa Rica et en Colombie.
- Melinaea lilis sola Kaye, 1925 ; présent au Venezuela et à Trinité-et-Tobago[1].

### Noms vernaculaires
Ils se nomment en anglais Mimic Tigerwing.

## Description
Melinaea lilis messatis ressemble à Heliconius ismenius (Mimétisme Müllerien).
C'est un grand papillon de couleur marron et orange avec des ailes antérieures marron tachées de blanc à partie basale orange et des ailes postérieures orange bordées de marron avec dans certaines sous-espèces une bande marron formant une boucle ovale. Une ligne submarginale de petits points blancs peut être présente ou non.
Le revers est identique.

## Écologie et distribution
Melinaea lilis est présent au Mexique, au Guatemala, à Panama, au Costa Rica, en Colombie, au Venezuela en Guyane, Guyana, à Trinité-et-Tobago.

### Biotope
Melinaea lilis réside en forêt tropicale dans la canopée.

### Protection
Pas de statut de protection particulier.